# Los Prados
Los Prados es una localidad del municipio de Liérganes (Cantabria, España). En el año 2008 contaba con una población de 47 habitantes (INE). La localidad se encuentra a 2,5 kilómetros de la capital municipal, Liérganes.
En la población existe un monasterio de monjas cistercienses construido en 1987 así un antiguo molino denominado del Ángel.
- Datos: Q5980235